# 川原誠也
川原 誠也（かわはら せいや、1988年1月18日 - ）は、日本の男性元総合格闘家。神奈川県横浜市出身。パンクラスTEAM FIGHT SUNS所属。
打撃を得意とするストライカー。「パンクラスの悪童」の異名を持ち、素行が悪い。総合格闘家の川原レイは実弟。。

## 来歴
小学生の時に極真会館・横浜港南道場に入門。高校3年時にパンクラスP's LAB 横浜に入門した。
2007年12月1日、CAGE FORCE 05のプレリミナリー・ファイトで荒川裕志と対戦し、判定勝ち。
2008年1月30日、初参戦となったパンクラスで山澤勇紀と対戦。開始28秒右ハイキックでKO勝ち。
活躍を見込まれ、宇野薫からCAGE FORCEバンタム級王座決定トーナメント出場をオファーされていたが、当初の予定通り2008年3月23日のパンクラス・ネオブラッド・トーナメント・バンタム級で川名蘭輝と対戦することになったものの、練習中の負傷により欠場となった。
2008年6月1日、パンクラスで柳澤雅樹と対戦し、開始41秒パウンドで失神させ、KO勝ち。
2008年12月7日、初代バンタム級キング・オブ・パンクラス決定戦で井上学と対戦し、チョークスリーパーで一本負けを喫し王座獲得に失敗した。
2009年3月20日、戦極初参戦となった戦極 〜第七陣〜のフェザー級（-65kg）グランプリ1回戦でニック・デニスと対戦し、TKO負け。
2010年2月7日、パンクラスで赤井太志朗と対戦し、3-0の判定勝ち。7月4日、バンタム級キング・オブ・パンクラスタイトルマッチで王者井上学に挑戦予定であったが、自身の鼻骨骨折により延期となった。10月3日のパンクラスに出場予定であったが、右足外側靭帯損傷により欠場となった。
2011年2月6日、1年ぶりの復帰戦となったパンクラス・バンタム級次期王座挑戦者査定試合で村田卓実と対戦し、パウンドでTKO勝ち。試合後のリング上で王座挑戦をアピールした。
2011年5月3日、バンタム級キング・オブ・パンクラスタイトルマッチで井上学と再戦し、0-2の判定負けを喫し王座獲得に失敗した。
2012年3月11日、パンクラスで沼倉雄太と対戦し、右ストレートでダウンを奪いサッカーボールキックの連打でTKO勝ちとなるも、レフェリーストップ後も失神している沼倉に対し攻撃したため試合不成立でノーコンテストとなった。
2013年6月26日、自身のブログで引退を表明した。
2019年11月24日、約6年半ぶりに格闘技の試合を行い、新生K-1にて初めてのキックルールで皇治と対戦。1ラウンドからアグレッシブに攻撃を仕掛けダウンを奪うも、その後巻き返されKO負け。

## 戦績

### プロ総合格闘技
| 総合格闘技 戦績 | 総合格闘技 戦績 | 総合格闘技 戦績 | 総合格闘技 戦績 | 総合格闘技 戦績 | 総合格闘技 戦績 | 総合格闘技 戦績 |
| --------------- | --------------- | --------------- | --------------- | --------------- | --------------- | --------------- |
| 15 試合         | (T)KO           | 一本            | 判定            | その他          | 引き分け        | 無効試合        |
| 10 勝           | 5               | 1               | 4               | 0               | 0               | 1               |
| 4 敗            | 2               | 1               | 1               | 0               | 0               | 1               |

| 勝敗 | 対戦相手       | 試合結果                             | 大会名                                                                              | 開催年月日     |
| ×    | 山内慎人       | 1R 1:15 TKO（左ストレート→パウンド） | PANCRASE 2012 PROGRESS TOUR                                                         | 2012年7月1日   |
| －   | 沼倉雄太       | ノーコンテスト（反則）               | PANCRASE 2012 PROGRESS TOUR                                                         | 2012年3月11日  |
| ×    | 井上学         | 5分3R終了 判定0-2                    | PANCRASE 2011 IMPRESSIVE TOUR 【バンタム級キング・オブ・パンクラス タイトルマッチ】 | 2011年5月3日   |
| ○    | 村田卓実       | 2R 3:07 TKO（パウンド）              | PANCRASE 2011 IMPRESSIVE TOUR                                                       | 2011年2月6日   |
| ○    | 赤井太志朗     | 5分3R終了 判定3-0                    | PANCRASE 2010 PASSION TOUR                                                          | 2010年2月7日   |
| ○    | 佐々木亮太     | 5分2R終了 判定3-0                    | PANCRASE 2009 CHANGING TOUR                                                         | 2009年10月25日 |
| ○    | 曹竜也         | 5分2R終了 判定3-0                    | PANCRASE 2009 CHANGING TOUR                                                         | 2009年6月7日   |
| ×    | ニック・デニス | 1R 2:36 TKO（タオル投入）            | 戦極 〜第七陣〜 【フェザー級グランプリ2009 1回戦】                                  | 2009年3月20日  |
| ×    | 井上学         | 2R 4:44 チョークスリーパー           | PANCRASE 2008 SHINING TOUR 【バンタム級キング・オブ・パンクラス決定戦】             | 2008年12月7日  |
| ○    | 今泉堅太郎     | 1R 2:09 TKO（ドクターストップ）      | PANCRASE 2008 SHINING TOUR                                                          | 2008年8月27日  |
| ○    | 柳澤雅樹       | 1R 0:41 KO（パウンド）               | PANCRASE 2008 SHINING TOUR                                                          | 2008年6月1日   |
| ○    | 山澤勇紀       | 1R 0:28 KO（右ハイキック）           | PANCRASE 2008 SHINING TOUR                                                          | 2008年1月30日  |
| ○    | 荒川裕志       | 5分2R終了 判定3-0                    | CAGE FORCE 05                                                                       | 2007年12月1日  |
| ○    | 西村広和       | 1R 4:42 TKO（パウンド）              | DEMOLITION                                                                          | 2007年8月19日  |
| ○    | 笹野勇一       | 1R 4:17 フロントチョーク             | MULTIPLEX 2007                                                                      | 2007年5月13日  |

### プロキックボクシング
| キックボクシング 戦績 | キックボクシング 戦績 | キックボクシング 戦績 | キックボクシング 戦績 | キックボクシング 戦績 | キックボクシング 戦績 | キックボクシング 戦績 |
| --------------------- | --------------------- | --------------------- | --------------------- | --------------------- | --------------------- | --------------------- |
| 1 試合                | (T)KO                 | 判定                  | その他                | 引き分け              | 無効試合              |                       |
| 0 勝                  | 0                     | 0                     | 0                     | 0                     | 0                     |                       |
| 1 敗                  | 1                     | 0                     | 0                     | 0                     | 0                     |                       |

| 勝敗 | 対戦相手 | 試合結果                    | 大会名                                   | 開催年月日     |
| ×    | 皇治     | 2R 2分59秒 KO（パンチ連打） | K-1 WORLD GP 2019 JAPAN ～よこはまつり～ | 2019年11月24日 |

### アマチュア総合格闘技
| 勝敗 | 対戦相手 | 試合結果          | 大会名                   | 開催年月日     |
| ○    | 船越怜   | 3分2R終了 判定3-0 | 第20回パンクラスゲート×2 | 2007年2月25日  |
| △    | 清水隼人 | 3分2R終了 判定0-1 | 第18回パンクラスゲート×2 | 2006年10月29日 |
| ○    | 松村浩之 | 3分2R終了 判定3-0 | 第17回パンクラスゲート×2 | 2006年8月13日  |